# Chiesa della Santissima Trinità ( Nembro)
La chiesa della Santissima Trinità  è un luogo di culto cattolico di Nembro, in provincia e diocesi di Bergamo, posto sul colle di Trevasco

## Storia
Lo storico Giuseppe Ronchetti, nei suoi studi, indica la chiesa presente nel 1584 edificata per volontà dell'allora arciprete Bonaventura Sacchi di Urbino, risulterebbe infatti non inserita nella relazione della visita pastorale diocesana dell'arcivescovo di Milano san Carlo Borromeo del 1575.. Vi è però un'annotazione non rilevata dallo storico Ronchetti che cita: … apud capellam Sanctissime Trinitatis Nimbri, 31 aug. 1408, indicazione che farebbe ritenere la possibilità che vi fosse una dimora estiva sul territorio che poteva ospitare i vescovi di Bergamo per un periodo di riposo, dimora completa di cappella privata. Contrariamente l'indicazione potrebbe far riferimento alla chiesa della Trinità di Gavarno.
La prima documentazione certa risale al 1700 quando vengono descritti i due altari interni, ma viene citata intitolata alla Madonna.

## Descrizione

### Esterno
L'edificio di culto è preceduto dal sagrato con pavimentazione in ciottolato in sassi e delimitato da un basso muro. Il frontone con facciata a capanna, risolvo a sud, presenta l'ingresso principale centrale ad arco e nella parte superiore un oculo atto a illuminare l'aula. Il porticato a tre aperture con colonne in muratura, fu realizzato solo nell'Ottocento, a riparo dei fedeli. Il portico e il tetto presentano una copertura in coppi.  

### Interno
L'interno è a navata unica con una finestre posta sul lato sinistro. La zona presbiteriale a pianta rettangolare e rialzata da due gradini, culminanti con una balaustra, è anticipata dall'arco trionfale con arco a tutto sesto. La zona si presenta di misura inferiore rispetto l'aula e consente la presenta dei due altari minori laterali, completi di tele, in particolare quello di sinistra ospita la tela raffigurante Madonna in gloria, i santi Giovanni Battista e Caterina e due devoti, un uomo e un bambino opera seicentesca di pittore lombardo. I donatori verrebbero identificati tra i membri della famiglia Pina-Rondi che aveva importanti commerci anche a Venezia e che forse godeva del giuspatronato della cappella. Il dipinto fu inizialmente considerato lavoro del nembrese Enea Salmeggia, ma questa ipotesi fu poi scartata. La parete di destra è ornata da una tela raffigurante San Giuseppe, san Luigi e santo di fattura settecentesca riconducibile a Marziale Carobbio.
Ai lati del presbiterio su entrambi i lati vi sono due aperture che collegano con i locali sagrestia e depositi. 
Alla torre campanaria si accede solo dall'esterno della chiesa.
L'altare maggiore così come la balaustra presentano disegni arabescati mentre il ciborio è dorato. La pala d'altare raffigurante la Santissima Trinità con i santi Rocco e Bernardo e donare, è lavoro di un artista locale, mentre nel donatore raffigurato viene identificato sempre uno tra i membri della famiglia Pina-Rondi che forse godeva del giuspatronato della cappella.